# Imbabah Airport
Imbabah Airport (arabiska: مطار إمبابة) är en flygplats i Egypten.   Den ligger i guvernementet Giza, i den norra delen av landet, i huvudstaden Kairo. Imbabah Airport ligger 30 meter över havet.
Terrängen runt Imbabah Airport är platt. Runt Imbabah Airport är det mycket tätbefolkat, med 10 000 invånare per kvadratkilometer. Närmaste större samhälle är Kairo, 5,8 km öster om Imbabah Airport. Runt Imbabah Airport är det i huvudsak tätbebyggt.